# Телеш Валерій Миколайович
Валерій Миколайович Телеш (нар. 2 липня 1939) — конструктор Тульського ЦКИБ СОО. 

## Біографія
Народився 2 липня 1939 року. 
З 1965 році працював у ЦКИБ спортивно-мисливської зброї, р. Тула. 

## Розробки
- ДП-25 Багаття — поствольний гранатомет.
- Гроза — стрілецько-гранатометний комплекс.
- РГ-6 — револьверний гранатомет.
- ТКБ-0134 — 40-мм автоматичний станковий гранатомет.[1]

## Нагороди
- Державна премія СРСР (1984), премія імені С. І. Мосіна (2001).